# Raja Amari
Raja Amari (ur. 4 kwietnia 1971 w Tunisie) – tunezyjska reżyserka i scenarzystka filmowa.

## Życiorys
Trenowała taniec w Konserwatorium w Tunisie, zdobywając pierwszą nagrodę w konkursie tanecznym w 1992. Następnie studiowała literaturę francuską w Tunisie i przez dwa lata pracowała w redakcji poświęconego kinu czasopisma "Cinécrits". Wyjechała do Paryża, gdzie w 1998 ukończyła scenariopisarstwo na prestiżowej uczelni La Fémis.
Jej pełnometrażowy debiut reżyserski, Czerwony jedwab (2002) z Hiam Abbass w roli głównej, zaprezentowany został w sekcji "Forum" na 52. MFF w Berlinie. Kolejny film Amari, Pogrzebane tajemnice (2009), miał swoją premierę w sekcji "Horyzonty" na 66. MFF w Wenecji.
Amari zasiadała w jury sekcji "Horyzonty" na 67. MFF w Wenecji (2010).

## Filmografia

### Reżyserka

#### Filmy fabularne
- 2002: Czerwony jedwab (Satin rouge)
- 2009: Pogrzebane tajemnice (Anonymes)
- 2016: Ciało obce (Corps étranger)

#### Filmy krótkometrażowe
- 1998: Avril
- 2000: Un soir de juillet[2][3]